# Chan Tengri
Chan Tengri (rusky Хан-Тенгри, kyrgyzsky Хан-Теңири, kazašsky Хан Тәңірі, čínsky 汗腾格里峰, pinyin Hán-téng-gé-lǐ-fēng, český přepis chan-tcheng-ke-li-feng, v překladu Pán nebo Vládce nebes, hora nazývána také jako Kan-Tau z kazašského Қантау, Қантоо, v překladu krvavá hora dle červenavého zbarvení vrcholových skal) je s 6995 m n. m. (s vrcholovým ledovcem 7010 m n. m.) nejvyšší horou Kazachstánu a druhým nejvyšším vrcholem středoasijského pohoří Ťan-šan. Nachází se na jihovýchodě země na hranici s Kyrgyzstánem a bývá považována za nejsevernejší sedmitisícovku. Díky svému tvaru poměrně pravidelné pyramidy patří tato hora mezi nejpůsobivější světové vrcholy a někdy je označována za jednu z nejkrásnějších hor světa.

## Historie
Ačkoli je vrchol o více než 400 metrů nižší v porovnání s nedaleko od něj ležící Džengiš Čokusu, byl po dlouhou dobu považován za nejvyšší vrchol Ťan-šanu, dokonce ještě pět let poté, co byly oba tyto vrcholy poprvé zdolány. 

Vrchol byl údajně znám již starověkým cestovatelům. Prvním Evropanem, který vrchol spatřil, byl během výpravy v letech 1856–1857 ruský geograf a cestovatel Petr Petrovič Semjonov-Ťanšanský. Jeho popis centrálního Ťan-šanu pak k oblasti přitahuje pozornost mnohých dalších cestovatelů, výzkumníků a horolezců. Expedice do centrálního Ťan-šanu pak podnikli v roce 1864 Nikolaj Alexejevič Severcov, v roce 1869 Alexandr Vasiljevič Kaulbars, v roce 1876 Alexej Nikolajevič Kuropatkin, a o deset let později Andrej Nikolajevič Krasnov. Rušno zde bylo na přelomu 19. a 20. století, kdy zde v roce 1900 působila maďarská expedice zoologů Gyorgy Almášiho a Rudolfa Stummera von Traunfels a ve stejný rok italové Scipione Borghese a Jules Brocherel. V roce 1902 změřil výšku vrcholu na 7193 m n. m. Vasilij Vasiljevič Sapožnikov a o první výstup na vrchol se neúspěšně pokusil německý horolezec a geograf Gottfried Merzbacher. 

Horolezci se k  vrcholu vrátili znovu až na konci 20. let. V roce 1929 působila v oblasti expedice ukrajinské akademie věd s horolezeckou částí výpravy pod vedením Michaila Timofějeviče Pogrepeckého, který se neúspěšně pokusil o vrchol. O dva roky později se Pogrebeckij v čele nové expedice do centrálního Ťan-šanu vrátil a 11. září 1931 spolu s Borisem Tjurinem a Franzem-Josephem Zaubererem vrchol zdolal cestou z jihu a po západním hřebenu. Tato trasa je dnes normální výstupovou cestou z jihu. 

Znovu byl vrchol zdolán v roce 1936 skupinou Jevgenije Kolokolnikova. V roce 1943 probíhalo v oblasti topografické mapování, při kterém byla změřena výška Chan Tengri na dnes udávanou hodnotu 6995 metrů, a zároveň výška piku Pobědy na 7439 metrů. Chan Tengri, do té doby považovaný za nejvyšší vrchol Ťan-šanu, tím přišel o toto své prvenství. Horolezci se na Chan Tengri vrátili znovu až v roce 1954, kdy byla hora poprvé zdolána od severu skupinou Vladimira Šipilova. Tento výstup obdržel v daném roce 2.–3. místo na mistrovství SSSR v horolezectví v kategorii výškových výstupů. Od 60. let bylo na Chan Tengri učiněno dalších 23 prvovýstupů (výstupů novou cestou), z nichž tři získaly první místo v rámci šampionátu SSSR v horolezectví: v roce 1964 výstup ze severu skupinou Kirilla Kuzmina a výstup skupiny Borise Romanova přes Mramorové žebro z jihu (dělené první místo); v roce 1974 pak výstup severní stěnou skupiny Eduarda Myslovského. 

Dne 5. srpna 2004 se ze svahu hory Čapajeva, pod kterou vede jižní normálka na Chan Tengri mezi výškovými kempy C2 a C3 (cca 5000 m n. m.), uvolnila mohutná lavina, v níž zahynulo pět českých a jeden ruský horolezec. V roce 2013 se na Chan Tengri neblaze proslavil mladý polský horolezec Artur Kozlowski (24 let), který nedodržoval bezpečnostní a morální zásady vysokohorských výstupů. Naposledy byl spatřen na konci července 2013 v C3 ve stanu, který patřil jedné české expedici. Do dnes nebylo jeho tělo nalezeno.
Většina horolezců, kteří se v současnosti o výstup na vrchol Chan Tengri pokouší pochází z bývalého Sovětského svazu, zejména z Ruska. Další početnou skupinou jsou nepochybně Poláci a i Čechů se tu každoročně vystřídá dost. Nejmladším českým horolezcem (17 let), kterému se podařilo dostat se na vrchol hory, je Michal Kadeřábek. Na Chan Tengri stanul v srpnu roku 2011 spolu s dalšíma dvěma horolezci.[zdroj?]

## Přístup k vrcholu

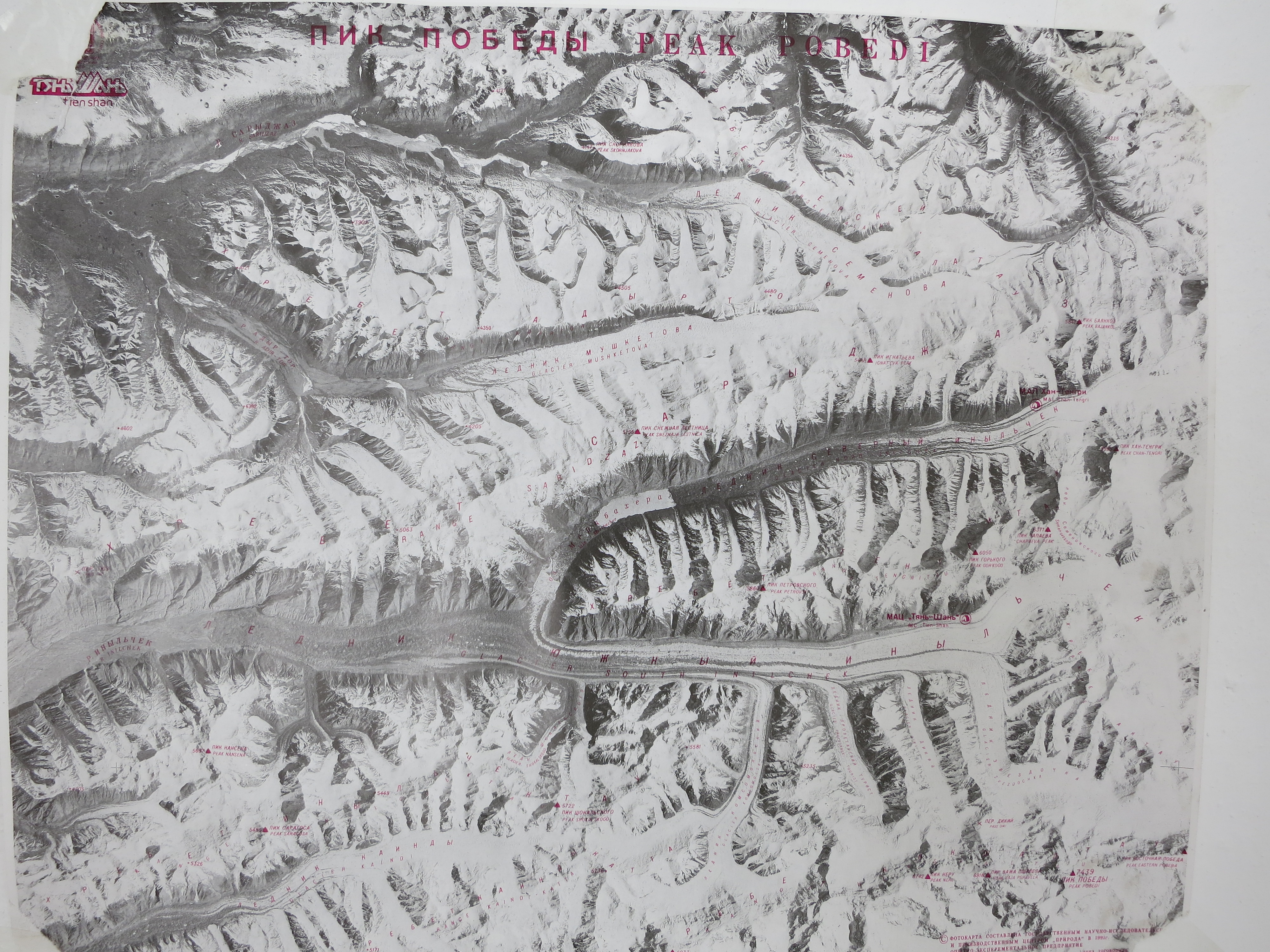
Ortofotomapa okolí Chan Tengri

Na Chan Tengri se chodí ze severní a nebo jižní strany – ze severní nebo jižní větve ledovce Inylček. Přístup na obě tato místa je komplikovaný a náročný – do tábora na jižním Inylčeku je to od konce sjízdné cesty údolím Inylčeku ještě více než 50 km náročným terénem. Pozemní přístup na severní větev ledovce je pak zablokován jezerem Merzbachera. Proto se do obou táborů létá nejčastěji vrtulníkem, a to buď z heliportu Maida Adyr (asi 4–6 hod. od Karakolu, vrtulník zde během sezóny létá přibližně jednou za 2–5 dní[zdroj?]), nebo z Karkary na kyrgyzsko-kazašské hranici.

Vrchol hory je umístěn v pohraničním pásmu Kyrgyzstánu a Kazachstánu. Ke vstupu do této oblasti je potřeba získat speciální povolení. Toto povolení je povinné a je kontrolováno vojenskou hlídkou na hranicích pohraniční oblasti, při cestě do Maida Adyr nebo Karkary. Momentální situace (rok 2014) je v Kyrgyzstánu nastavena tak, že o povolení lze žádat pouze prostřednictvím místních cestovních kanceláří Tian Shan Travel nebo Ak-Sai Travel, u kterých je nutné si zaplatit balíček služeb. K dispozici jsou dva balíčky: Tian Shan Travel – malý za 760 euro a velký za 1200 euro, Ak-Sai Travel je o něco dražší. Oba mají v sobě poplatek za helikoptéru, místo na stan v BC, vysílačkové spojení se základním táborem a použití fixních lan. Velký balíček navíc poskytuje zdarma jídlo a pronájem stanu v BC. Za další poplatky si pak lze zařídit výstup s horským vůdcem, avšak ta nemusí být vždy spolehlivá.

## Výstupové cesty

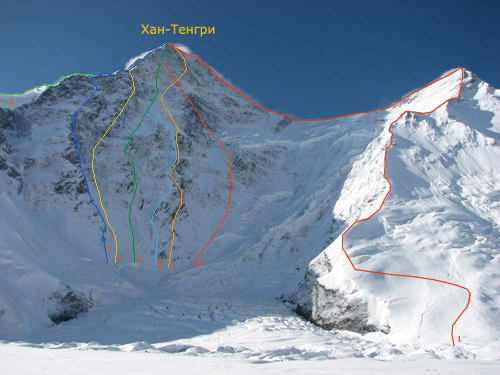
Výstupové cesty ze severu

Na Chan Tengri vede nejméně 25 různých výstupových cest. Většina horolezců si však vybírá mezi severní a jižní normální výstupovou trasou (tzv. „normálkou“), které se setkávají v C3 a pokračují přes západní hřeben až na vrchol. Všechny těžší a náročnější úseky obou normálek jsou zajištěny fixními lany, což umožňuje výstup absolvovat bez nutnosti vlastního jištění pomocí „jumarování“. Pro výstup tedy není nutností brát vlastní lano, jištění, či dva technické cepíny. Stačí mačky, blokant, sedák, slaňovací pomůcka, helma a jeden cepín.
Severní normálka je technicky obtížnější, avšak objektivě bezpečnější cesta. Obtížnost této výstupové trasy je stupně III nebo IV ve stupnici UIAA, D v západoalpské klasifikaci a 5B v klasifikaci ruské. Jižní normálka je technicky jednodušší, ale výstup mezi postupovými tábory C1 a C3 je objektivně nebezpečný, neboť jednak prochází ledopádem, kde hrozí pád seraků, a dále je ohrožován pádem lavin z vrcholu Čapajeva. Obtížnost této trasy je stupně III UIAA, D západoalpské a 5A ruské klasifikace. 

Útok na vrchol bývá většinou absolvován z tábora C3 (5800 m n. m.), odkud ale cesta trvá opravdu dlouho, přibližně 7–9 hod. nahoru a 3–4 hod. dolů. Z tohoto důvodu se standardně vyráží kolem čtvrté hodiny ranní. Někteří horolezci chodí do C3 bez stanu využívají „jeskyně“ na přespání, tedy v navátém sněhu vyhloubené záhraby. Někdy se využívá ještě čtvrtého výškového tábora (C4) na jedné z mnoha skalnatých plošin cestou na vrchol (6100, 6200, 6400, 6700 m n. m.) Jeho použití zkracuje délku trasy ve vrcholový den.
Výstupové cesty z jihu jsou:
- Jihozápadní svah a západní hřeben, Michail Pogrebeckij, 1931, 5A – dnes normální cesta z jihu
- Severní stěna přes „mramorové žebro“ (jihozápadní žebro), Boris Romanov, 1964, 6A
- Pilíř východní stěny a jihojihovýchodní hřeben, Vjačeslav Voronin, 1973, 5B
- Jižní stěna, Gennadij Isačenko, 1982, 6A
- Jihozápadní stěna, Vadim Sviriděnko, 1982, 6A
- Jihojihozápadní žebro, E. Kondakov, 1982, 5A
- Střed východní stěny, Nikolaj Šustrov, 1987, 5B
- Střed východní stěny, Jevgenij Darmin, 1988, 6A
- Pravá část východní stěny, Aleksandr Savin, 1988, 6A

Výstupové cesty ze severu jsou:
- Severozápadní žebro,[7] Vladimir Šipilov, 1954, 5B
- Severní stěna,[5] Kirill Kuzmin, 1964, 5B
- Travers vrcholu,[15] Boris Studenin, 1968, 5B
- Východní pilíř severní stěny, Oleg Chudjakov, 1970, 6A
- Severovýchodní hřeben severního předvrcholu Čapajeva, Boris Solomatov, 1974, 5B – dnes normální cesta ze severu
- Střed severní stěny, Eduard Myslovskij, 1974, 6A nebo 6B
- Střed severní stěny, Boris Studenin, 1974, 6A nebo 6B
- Východní pilíř severního hřbetu, Vladimir Benkin, 5B
- ?, Igor Grebeščikov, 1975, 5B
- Levý pilíř střední části severní stěny, Mstislav Gorbenko, 1987, 6A nebo 6B
- ?, Nikolaj Zacharov, 1988, 6A
- Pravá část severní stěny, Jurij Mojsejev, 1988, 6A nebo 6B
- ?, Alexandr Pogorelov, 1993, 6B
- ?, Nikolaj Žilin, 1998, 6A
- ?, Pavel Šabalin, 2005, 6B

## Zajímavosti
- Chan Tengri byl vyobrazen na zadní straně kyrgyzské bankovky 100 som, vydané v roce 2002

## Galerie

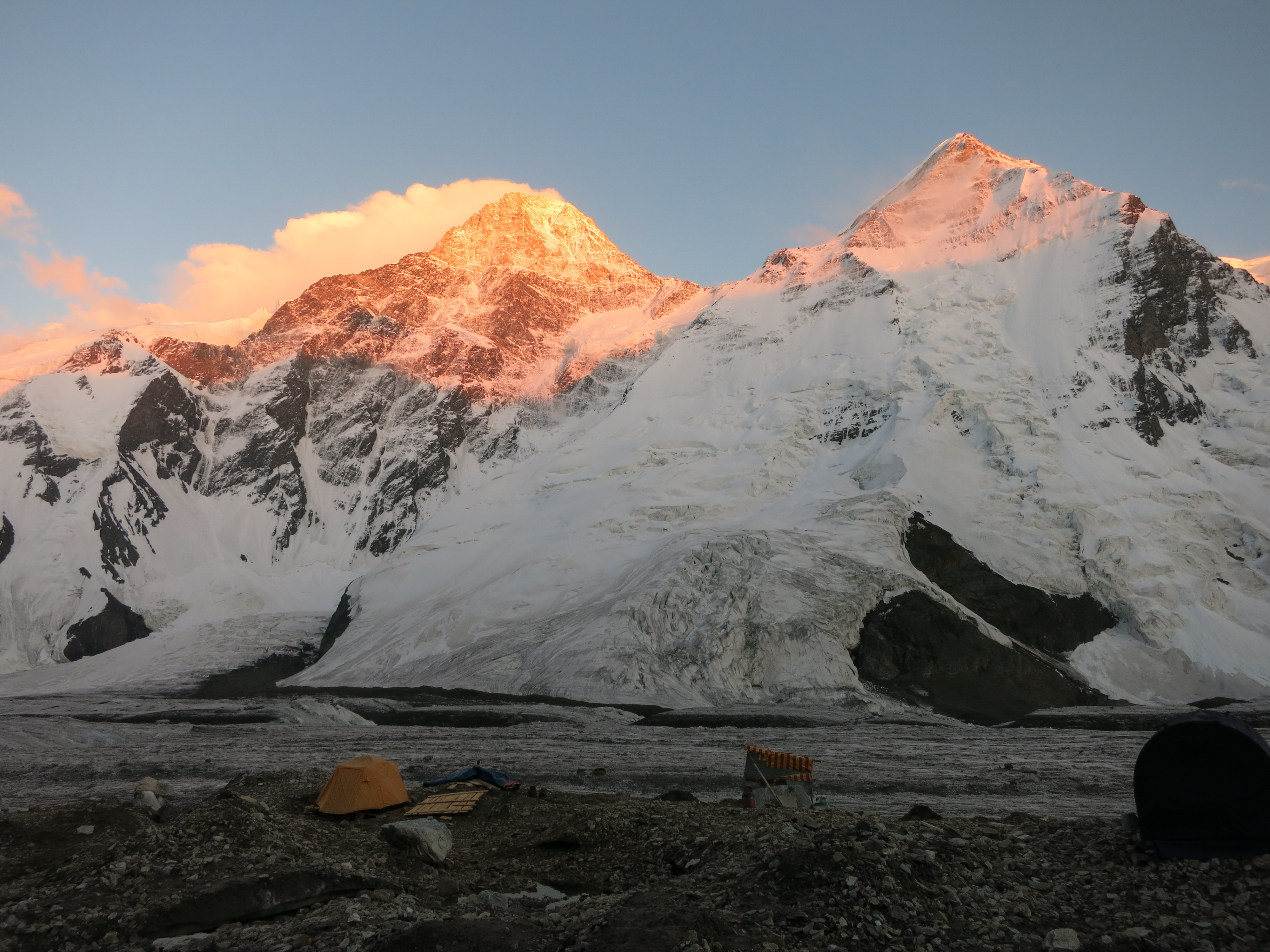
Chan Tengri ze severního BC
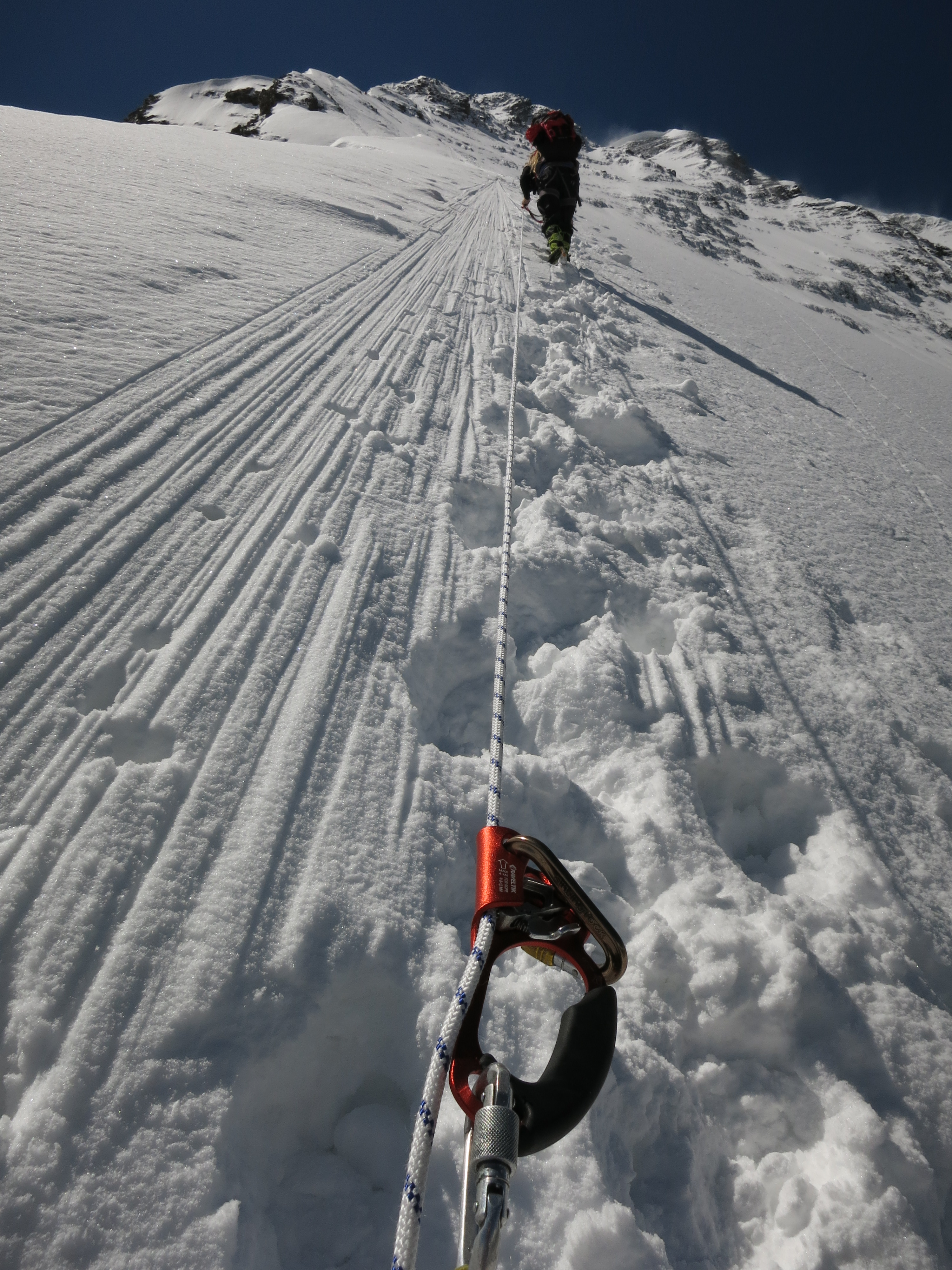
Jumarování na Chan Tengri – severní normálka mezi C1 a C2
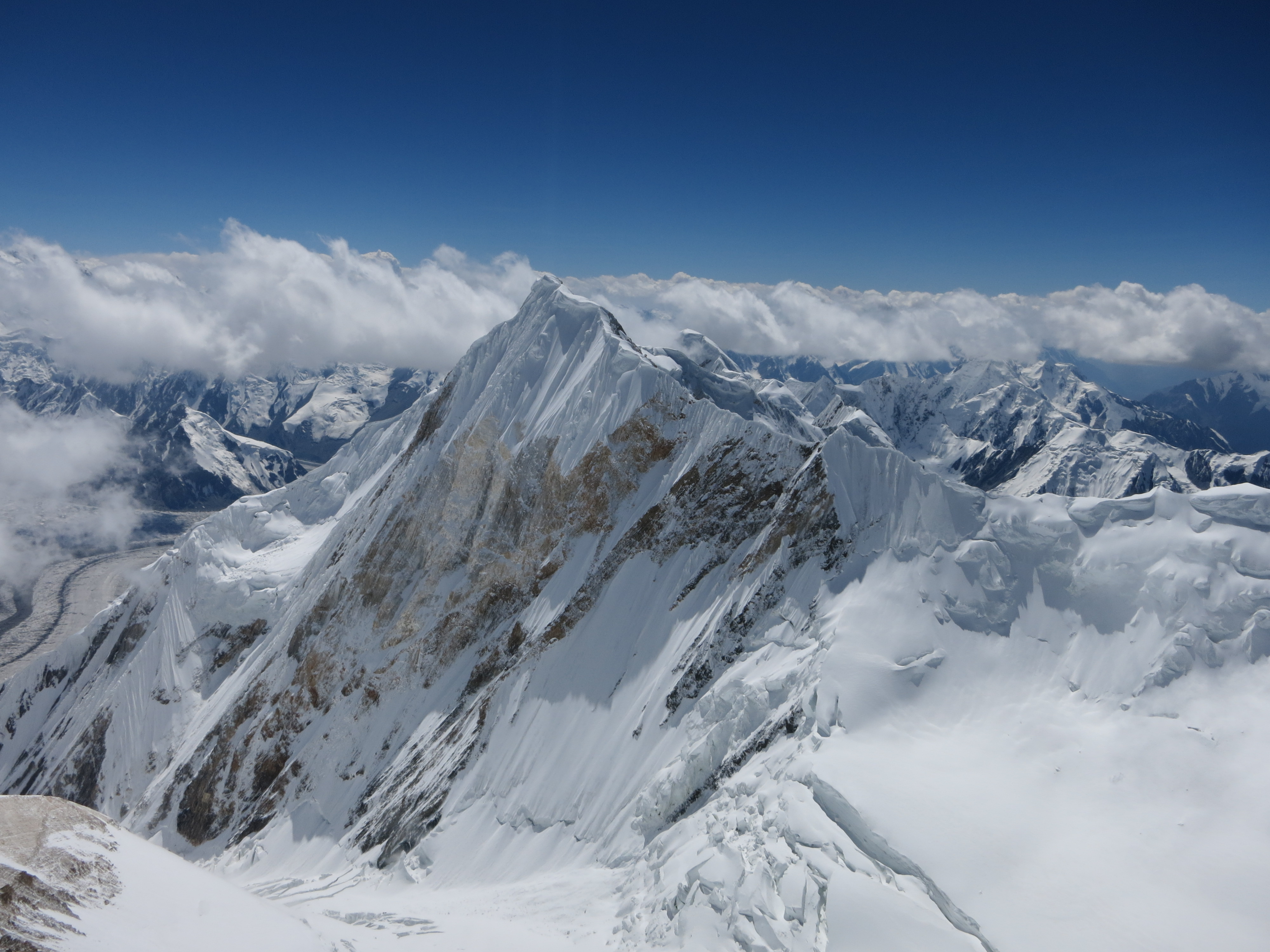
vrchol Čapajeva
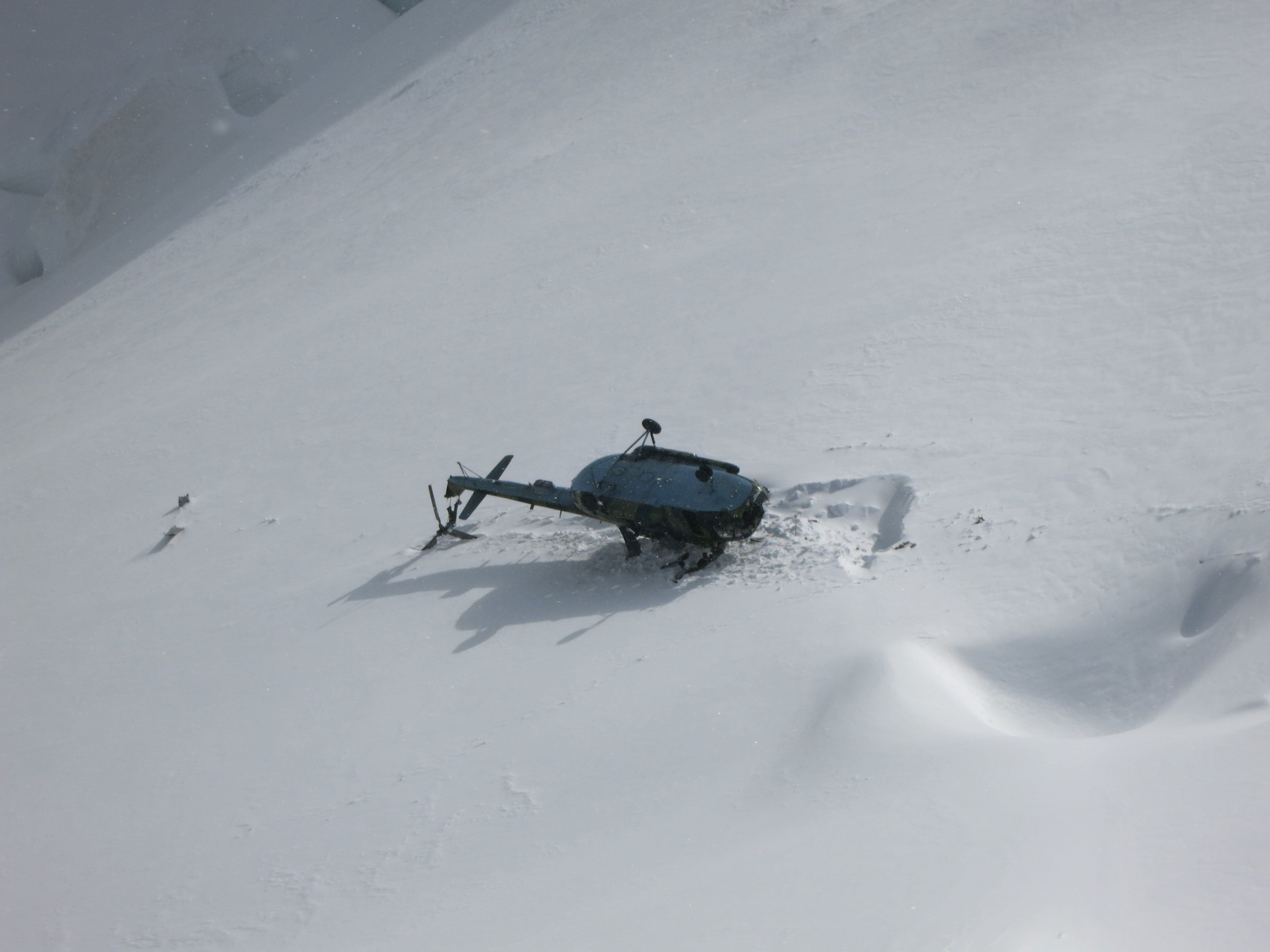
Když chcete přistát v 5500 m n. m. Kousek od severní C2 na Chan Tengri
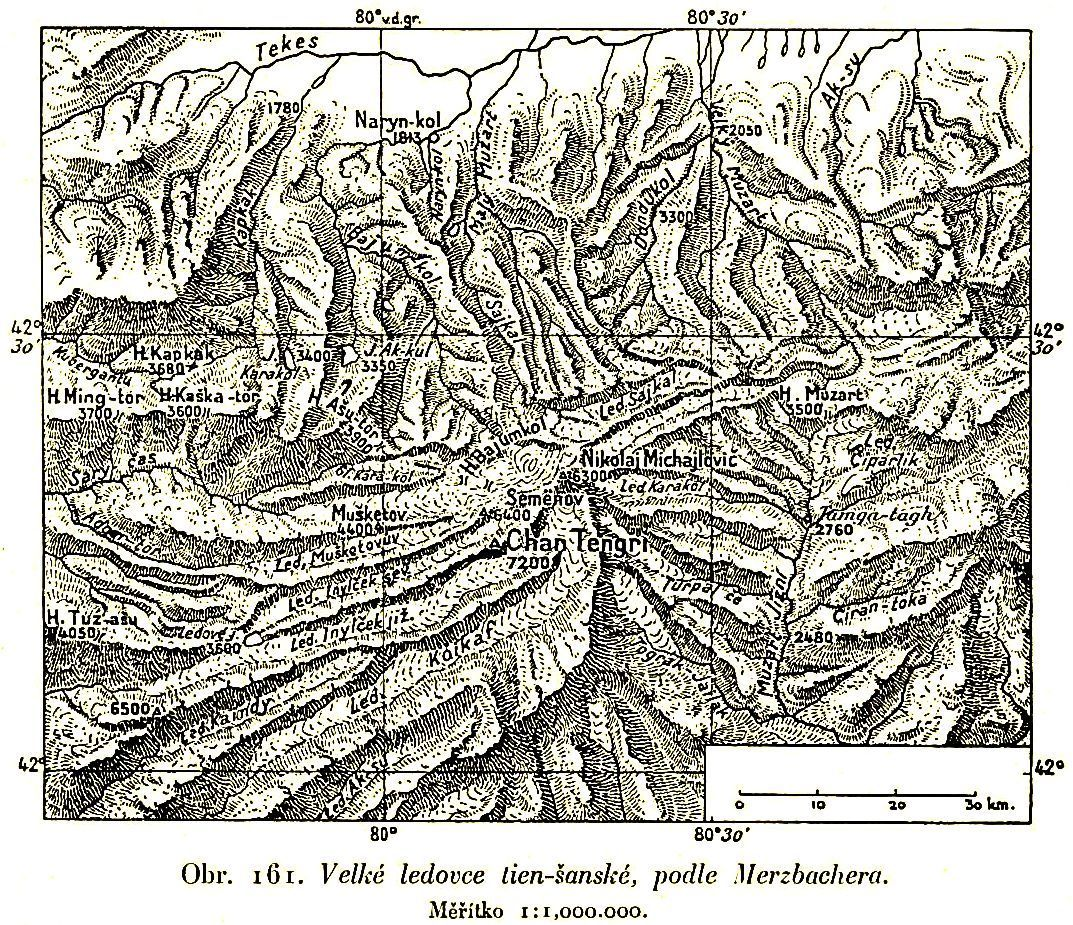
Chan Tengri a okolní ledovce na mapě z počátku 20. století
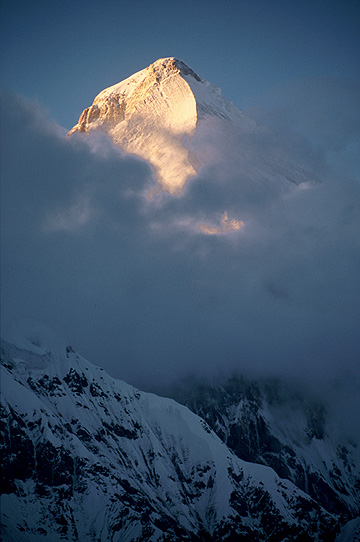
Chan Tengri při západu slunce
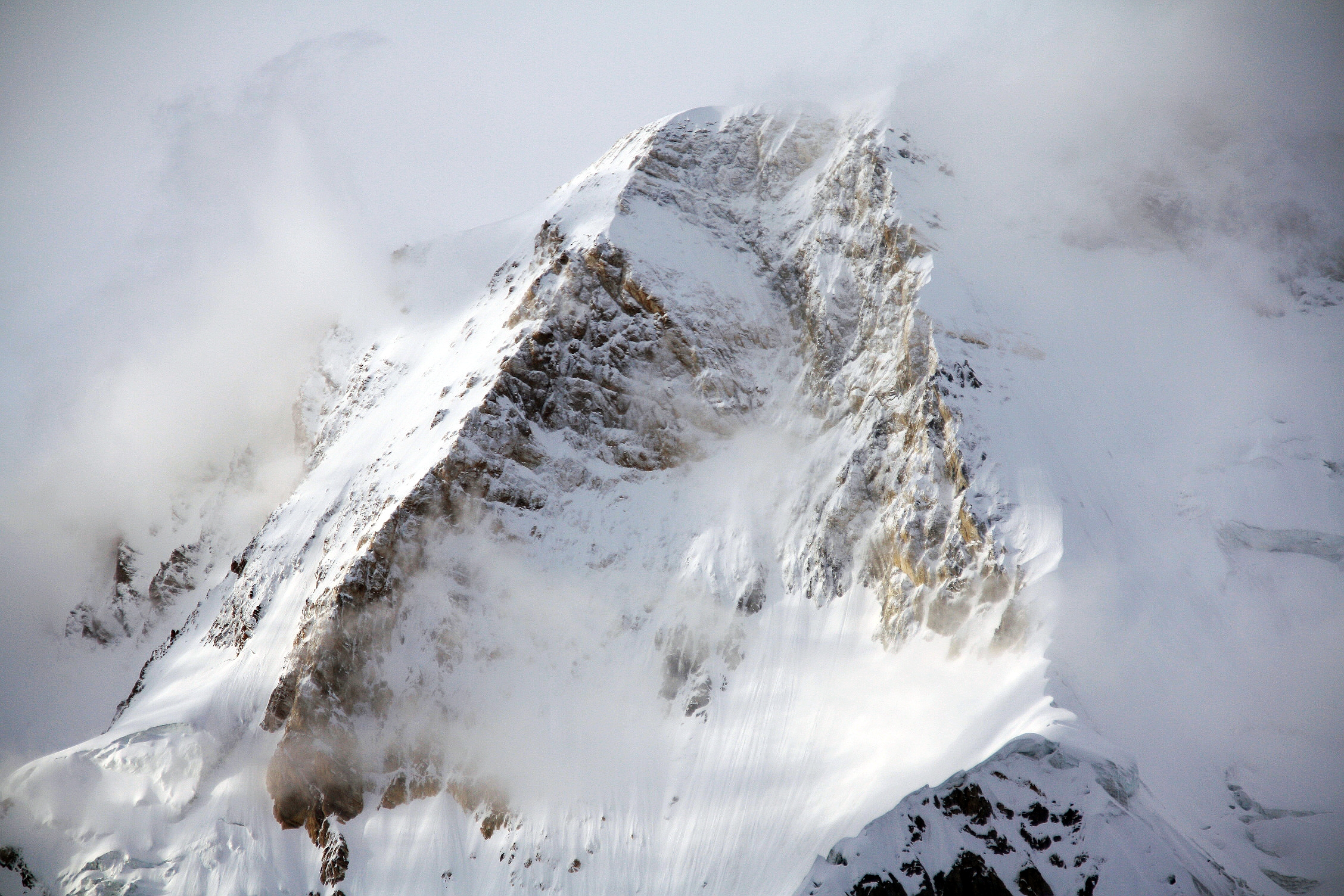
Vrcholové partie Chan Tengri
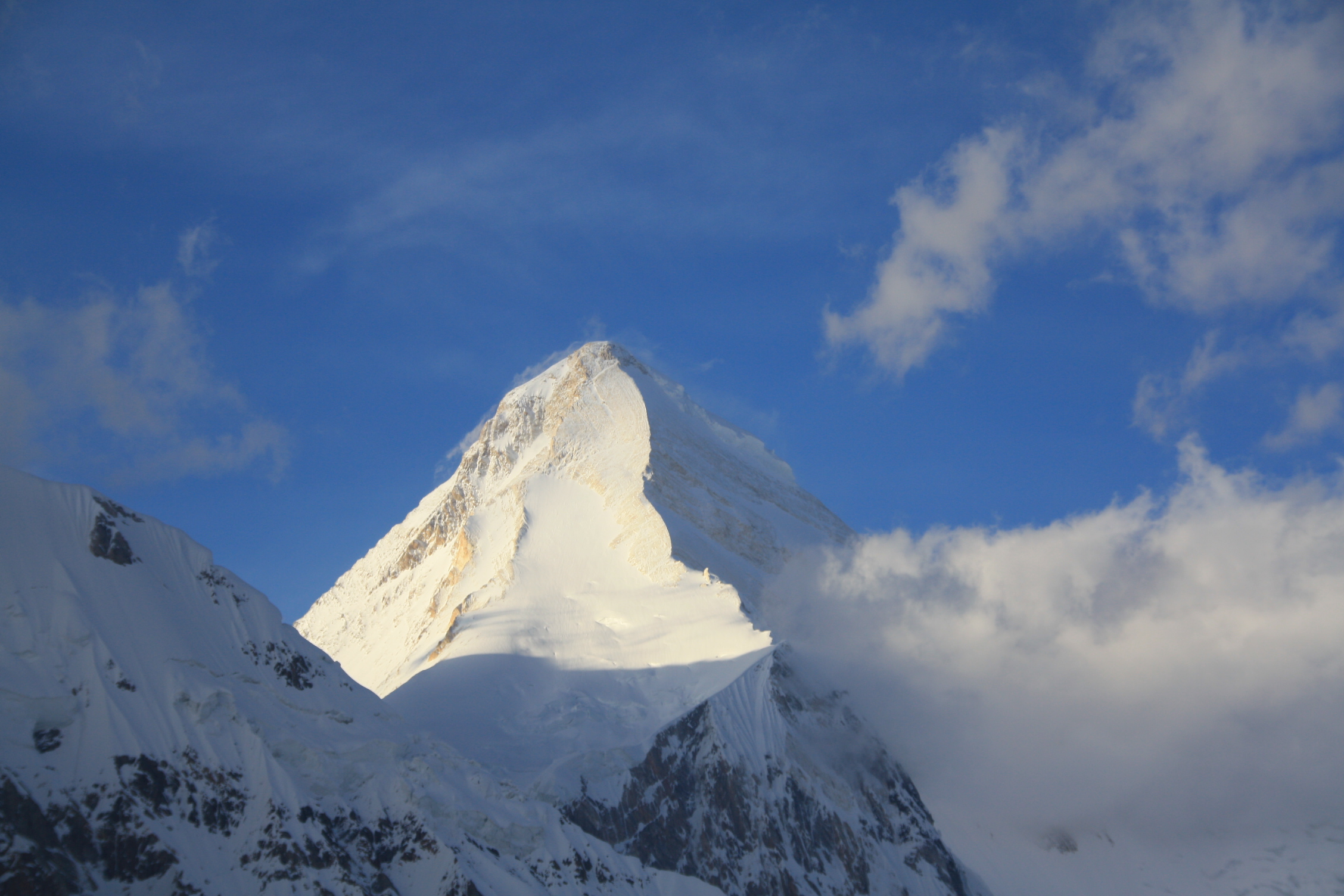
Pravidelný pyramidální tvar činí podle některých názorů z Chan Tengri jednu z nejhezčích hor na světě
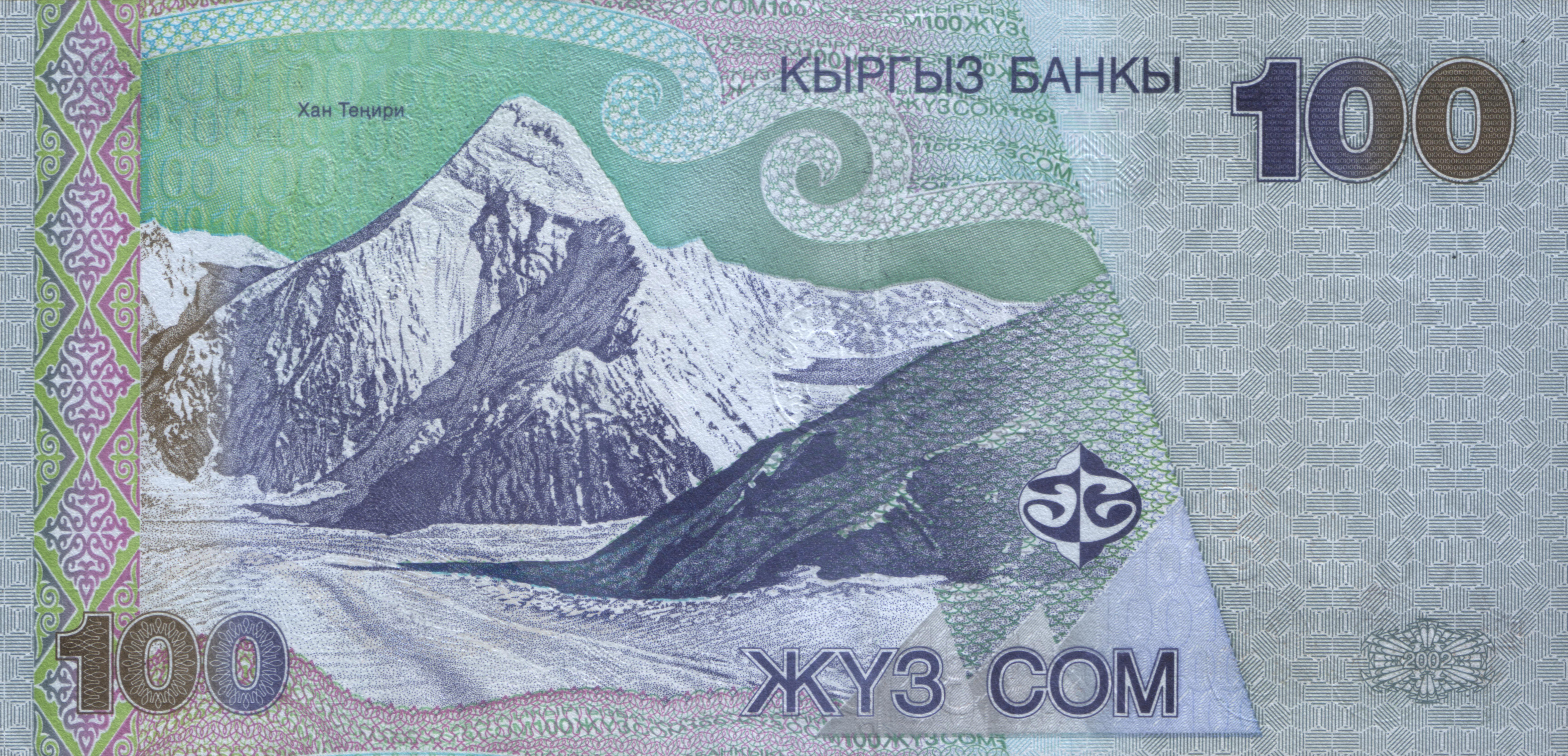
Bankovka 100 som z roku 2002 s vyobrazením Khan Tengri
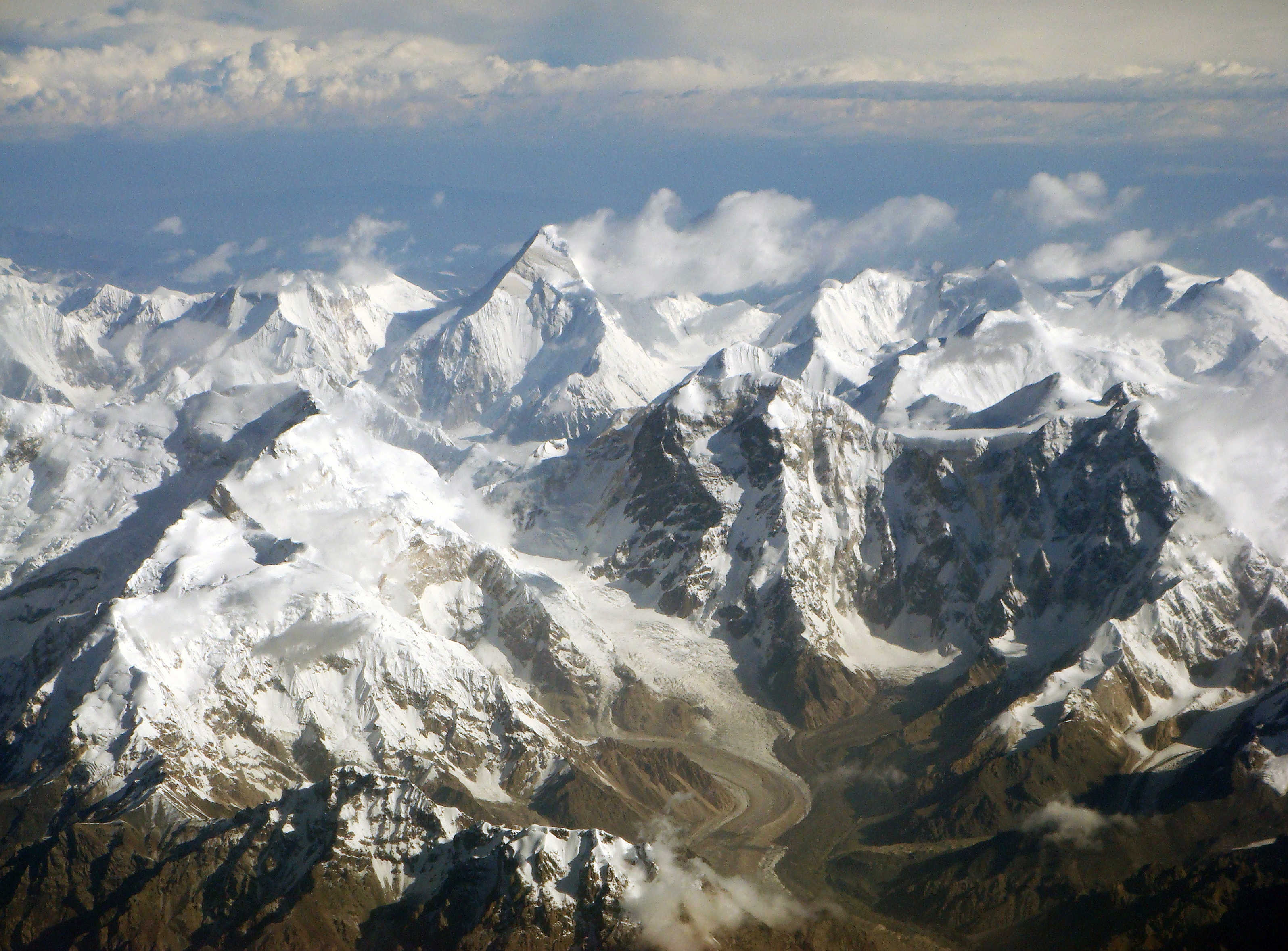
Okolí hory z leteckého pohledu